# سياه خالة سر (تشهار فريضة)
سیاه خالة سر (بالفارسية: سیاه خاله سر) هي قرية تقع في إيران في البلدة المركزية. يقدر عدد سكانها بـ 361 نسمة بحسب إحصاء 2016.